# Vicky Haughton
Pour les articles homonymes, voir Haughton.
Vicky Haughton est une actrice néo-zélandaise.

## Filmographie

### Cinéma
- 2001 : Jubilee de Michael Hurst : Mary Taki
- 2001 : Her Majesty de Mark J. Gordon : Hira Mata
- 2002 : Paï de Niki Caro : Nanny Flowers
- 2004 : In My Father's Den de Brad McGann : Miss Seagar
- 2005 : King Kong de Peter Jackson : vieille chamane
- 2010 : After the Waterfall de Simone Horrocks : Lillian

### Télévision
- 1984-1986 : Heroes : Julie
- 1996 : Un homme de rêve : Marta
- 2001-2002 : Mercy Peak : Arlene
- 2008-2010 : Legend of the Seeker : L'Épée de vérité : Adie
- 2009 : Paradis à vendre : Nanna
- 2010 : Kawa : Grace

## Récompenses et distinctions
- New Zealand Film and TV Awards 2003 : prix de la meilleure actrice dans un second rôle dans Paï[1]